# Gabriel Martina
Gabriel Martina (Rotterdam, 23 februari 1993) is een Nederlandse presentator en tiktokker. Onder de naam Wildebras maakt hij video’s over verschillende diersoorten. Hij staat bekend om het gebruik van straattaal in zijn video's.

## Levensloop
Wildebras bracht zijn kindertijd door in Rotterdam en woonde afwisselend in andere delen van het land na de scheiding van zijn ouders. Zijn bijnaam Wildebras kreeg hij op het vmbo vanwege zijn wilde persoonlijkheid. Na het afronden van zijn middelbare school deed hij eerst een opleiding tot dierenverzorger, maar hij maakte deze niet af. Wel voltooide hij een audiovisuele opleiding, naar eigen zeggen om natuurfilms te maken. Nadat hij weinig succes had gehad om zijn beoogde natuurfilms te financieren, begon Wildebras met het posten van dierenvideo's op Instagram. Na enig succes begon hij op het online platform TikTok, waar zijn video's populair werden.
In 2023 kreeg Wildebras een vast programma op NPO Zapp, Wilde Buren, waarin hij de relatie tussen mens en dier onderzoekt.
In datzelfde jaar was hij kandidaat in het tv-programma Het perfecte plaatje op reis.
In 2025 deed Wildebras mee aan het 25e seizoen van Wie is de Mol? Hij was in dit seizoen de tweede afvaller.